# Депортация на кримските татари
Депортацията на кримските татари (на кримскотатарски Qırımtatar sürgünligi; на украински: Депортація кримських татар; на руски: Депортация крымских татар) е етническо прочистване на 191 044 кримски татари от Крим през май 1944 г.
Изпълнява се по заповед на Лаврентий Берия, началник на НКВД, действащ от името на Йосиф Сталин. В рамките на три дни, НКВД използва вагони за добитък, за да депортира жени, деца, възрастни, комунисти и членове на червената армия към Узбекската ССР, която се намира на няколко хиляди километри от там. Татарите са един от 10-те етноса, които са обхванати от политиката на Сталин за преместване на население в СССР.
Депортацията се приема за колективно наказание заради наличието на някои сътрудници-татари от Крим на Нацистка Германия, макар че на нея също се гледа и като извършена заради съветския план за достъп до Дарданелите и за получаване на територия в Турция, където татарите имат етнически роднини. Съветските източници ги обявяват за предатели, мнението, което съществува и до днес, а татарските националисти го отричат. Макар в началото нацистите да гледат отрицателно на кримските татари, политиката им се променя при наличието на определена съветска съпротива.
Много от съветските военнопленници са взети от Вермахта в поддържащи части. Междувременно между 15 000 и 20 000 кримски татари са набрани, за да формират батальони за самозащита, за да защитават кримскотатарските села от съветските партизани, както и да ги преследват, въпреки това тези части застават на страната на този, който е по-силния в района. Освен това са създадени мюсюлмански комитети, които получават ограничено право на самоуправление. Това увеличава подозрението, въпреки че подобен брой кримски татари се присъединяват също към червената армия, а хиляди все още служат в армията при атаката на Берлин и редица кримски татари са партизани. Мнозинството хивита (от немски език: доброволен помагач) и техните семейства заедно с тези, които са свързани с мюсюлманските комитети по-късно са евакуирани, като съветските власти се съгласяват с това. Обаче изискването за наказването им става все по-силно.
Близо 8000 кримски татари умират по време на депортацията, а десетки хиляди загиват в следващите години в резултат на суровите условия в изгнание. Татарската депортация води до изоставянето на 80 000 домакинства и 360 000 акра земя. Сталин се опитва да заличи всяка следа от кримските татари и в следващите години при преброяванията на населението забранява да се споменава каквото и да било за тази етническа група. През 1956 г. новият съветски лидер Никита Хрушчов осъжда политиките на Сталин, включително и тази за депортацията на различни етноси, но не премахва директивата, забраняваща на кримските татари да се завърнат. Така те са принудени да останат в Централна Азия за няколко десетилетия до Перестройката в края на 1980-те, когато на 260 000 татари им е позволено да се завърнат в Крим. Тяхното изгнаничество трае 45 години. Забраната за тяхното завръщане е официално обявена за нищожна, а Върховният съвет на Крим обявява на 14 ноември 1989 г., че депортацията е криминално деяние.
До 2004 г. голям брой татари се завръщат в Крим и вече съставят 12 процента от населението на полуострова. Местните власти не подпомагат завръщането, нито ги компенсират за земята, която са загубили. Държавата не осигурява обезщетения, не компенсира за изгубена собственост и не стартира съдебни дела спрямо извършителите на насилственото депортиране. Депортацията е решаващо събитие в историята на кримските татари и на нея се гледа като на символ на тежкото положение и потискането на по-малките етнически групи от Съветския съюз.

## История
Кримските татари управляват Кримското ханство от 1441 г. до 1783 г., когато Крим е присъединен към Руската империя като цел на руския експанзионизъм. Тюркско говорещото население на Крим в по-голямата си част приема исляма през 14 век, след приемането му от страна на Узбек хан от Златната орда. Това е най-дълго оцелялата държава-наследник на Златната орда. Те често влизат в конфликт с Москва— от 1468 до 17 век кримските татари правят почти ежегодни нахлувания в славянските земи, пленявайки много хора, които продават в робство— и са изключително против новото руско управление. Така татарите започват да напускат Крим на няколко вълни. Между 1784 и 1790 г. от население 1 милион около 300 000 кримски татари напускат в посока Османската империя.
Кримската война отключва нова масова емиграция на татари от Крим. Между 1855 и 1866 г. поне 500 000 до 900 000 мюсюлмани напускат Руската империя и емигрират в Османската империя. От това число поне една трета са от Крим, а останалите са от Кавказ. Тези емигранти съставляват 15 – 23% от общото население на Крим. Руската империя използва, за да русифицира Новорусия. Накрая кримските татари става малцинство в Крим. През 1783 г. те съставляват 98% от населението, а през 1897 г. този процент пада до 34,1%. Докато кримските татари емигрират, руското правителство окуражава русификацията на полуострова, като го заселва с руснаци, украинци и други славянски етнически групи. Тази русификация продължава и по време на съветската управление.
| Година | Брой    | Процент |
| 1783   | 500 000 | 98%     |
| 1897   | 186 212 | 34,1%   |
| 1939   | 218 879 | 19,4%   |
| 1959   | –       | —       |
| 1979   | 5422    | 0,3%    |
| 1989   | 38 365  | 1,6%    |
| ------ | ------- | ------- |

След Октомврийската революция от 1917 г. на 18 октомври 1921 г. на Крим е даден автономен статус в рамките на СССР, но колективизацията през 20-те години води до сериозен глад от който умират над 100 000 души от Крим, когато тяхната реколта е транспортирана до „по-важни“ райони на Съветския съюз. Според една оценка три четвърти от жертвите на глад са били кримски татари. Техният статут още повече се влошава след като Йосиф Сталин става лидер на СССР и започва да прилага различни репресии, които водят до смъртта на поне 5,2 милиона съветски жители между 1927 и 1938 г.

### Втора световна война
През 1940 г. Кримската съветска социалистическа република наброява приблизително 1 126 800 души, от които 218 000 или около 19,4% от населението са татари. През 1941 г. Нацистка Германия напада СССР, превземайки повечето от западната част от страната. Използваното извинение за колективно наказание е, че татарите са сътрудничили на германците по време на Втората световна война. Съветските Съветските репортажи от края на 40-те години наричат татарите етнос на предатели, неоставяйки съмнение за причината за депортацията им. Това мнение е широко разпространено през съветския период и все още съществува до днес. Тези твърдения са отречени от кримскотатарските националисти.
Добруджанските татарски националисти Мустекип Фазил Улкусал и Едиге Киримал помагат в освобождаването на кримските татари от немски военнопленнически лагери и ги включват в независим подкрепящ Вермахта легион. Този легион впоследствие достига състав от 8 батальона и численост от 20 000 души според татарски, немски и съветски оценки. Германците поначало са приемани от татарите като освободители от сталинизма и които са позитивно възприемани от германците по време на Първата световна война.
Според съветски източници над 20 000 кримски татари са включени в борбата срещу нацистите по време на немската атака над Съветския съюз. Много от пленените кримски татари, служещи в Червената армия са изпратени в лагери за военнопленниците след като румънци и германци окупират голяма част от Кримския полуостров. Макар че нацистите отначало настоява за убийство на всички по-нисши хора от азиатски произход, тази политика е преразгледана предвид опасността от съпротивата на червената армия. Германците започват да набират съветски пленници през 1942 г. По този начин немската армия създава няколко отделни подкрепящи армии, съставени от съветски военнопленници. От ноември 1941 г. немските власти им позволяват да създадат мюсюлмански комитети в различни градове като символно признание на местна власт, макар че тези съвети реално не притежават политическа власт.
Някои от кримските татари са организирани също в полицейски батальони и бригади за самозащита, чиято цел е да защитават кримско-татарските села от нападенията на партизани, както и да проследяват движението на съветските партизани. Тези части често застават на страната на този, който е най-силен в района. Партизаните също така нападат някои села, защото приемат, че те сътрудничат на германците. Според немските и татарските свидетелства германците убеждават между 15 000 и 20 000 кримски татари да се включват в бригадите за самозащита.
Мнозинството от хивитата (помагачите), техните семейства и всички, които са свързани с мюсюлманските комитети са евакуирани в Германия и Унгария, или в Добруджа от Вермахта и румънската армия, където се присъединяват към източната тюркска дивизия. Много съветски служители също така признават това и отхвърлят твърденията, че са предали Съветския съюз „масово“. Въпреки това, с германското отстъпление, гласовете, изискващи наказание на татарите, стават все по-силни. Освен това наличието на мюсюлмански комитети организирани от Берлин от Киримал и други членове на турската и добруджанска диаспора изглежда особено изобличаващо в очите на съветското правителство. Връзката на татарите с Турция също повишава това подозрение.
Към края на немското управление СС започва да привлича всеки мюсюлманин в обсега си. През лятото на 1944 г. 800 бивши войници от татарски части са евакуирани от Крим в Румъния, където са включени в Татарската планинска бригада на Вафен-СС или Tatarische Waffen-Gebirgs-Brigade der SS. Тя се сражава в Унгария преди да бъде включено в легионите на Харун ал-Рашид.
Не всички хора от тази етническа група става сътрудници на германците. Кримският татарин Ахмет Йозенбашлъ, например, се противопоставя силно на окупацията и поддържа тайни контакти със съветското съпротивително движение, като им дава ценна стратегическа и политическа информация. Много кримски татари също така се сражават на страната на партизаните като движението Тарханов, съставено от 250 татари, които се сражават от 1942 г. до тяхното унищожаване. Подозрението към кримските татари расте въпреки хилядите, които служат в червената армия при атаката на Берлин. Също така се смята, че депортацията действително се изпълнява поради плана на Сталин да поеме пълен контрол над Крим. Съветският план да се получи достъп до Дарданелите и да се контролира територия в Турция, където кримските татари имат етнически роднини, също води до това на тях да се гледа като потенциален нелоялен народ.
Над 130 000 души умират по време на окупацията на Крим от страна на силите на Оста. Нацистите налагат брутални репресии, унищожавайки повече от 70 села, които приютяват 25% от кримскотатарското население. Хиляди кримски татари са принудително прехвърлени на работа като Остарбайтери в немските фабрики под надзора на Гестапо в това, което се нарича „големи работилници за роби“ и което води до загубата на подкрепата на кримските татари. Нацистите възприемат кримските татари и други етноси като „хора от по-нисша раса.“ През април-май 1944 г. червената армия успява да отблъсне силите на оста от полуострова в Битката за Крим.

## Депортация
Поради привидно сътрудничество със силите на Оста по време на Втората световна война съветското правителство приписва колективна вина и е обявено наказание на 10 етноса, като сред тях са кримските татари. Много от тези етноси са наказани с депортация до отдалечени региони на Централна Азия и Сибир.
На 10 май 1944 г. Лаврентий Берия препоръчва на Сталин кримските татари да бъдат депортирани далеч от граничните райони поради „предателските им действия.“ Това става въпреки факта, че 25 033 кримски татари се бият в редиците на Червената армия по време на Втората световна война, между 15 000 и 20 000 се присъединяват към частите за самозащита, които защитават татарските села и също преследват партизани. 8 кримски татари дори са наградени със званието Герой на Съветския съюз. Също така се игнорира факта, че мнозинството от колаборационистите са изтеглени от Крим от напускащата немска армия. Според съветски източници 20 000 кримски татари са евакуирани от Вермахта. Няколко офицера твърдят, че кримските татари, които остават на полуострова са тези, които не са предали Съветския съюз. Въпреки че по-голям брой от волжките татари са сътрудничили на германците спрямо кримските татари, около 35 000 – 40 000 доброволци се сражават заедно с германците, те избягват всякакъв вид колективно наказание. Много други етноси също са били сътрудници на германците, дори редица руснаци и евреи, което показва, че дори в окупираните територии някои хора са насилствено заставяни да сътрудничат.
Сталин издава заповед № 59ss, която предвижда преселване на кримските татари. Депортацията е извършена само за три дни 18 – 20 май 1944 г., по време на които дни агенти на НКВД минават от къща на къща и събират кримски татари под дулата на оръжие и ги качват в запечатани влакове за добитък, които ще ги превозят почти на 3200 km в отдалечени райони на Узбекската съветска социалистическа република. НА татарите е позволено да носят до 500 kg на семейство. Към 8 часа на първия ден НКВД е натоварило вече 90 000 кримски татари на 25 влака. На следващия ден още 136 412 души са натоварени на вагони. Те пътуват в препълнени вагони за няколко седмици с недостатъчно количество храна и вода. Изчислено е, че поне 228 392 души са депортирани от Крим, от които 191 044 са кримски татари в 47 000 семейства. Към 7889 умират в дългия преход в запечатаните вагони и НКВД регистрира 183 155 татари, които пристигат в техните крайни точки в Централна Азия. Мнозинството от депортираните само от кримските села. Само 18 983 от изгнаниците са от кримски градове.
На 4 юли 1944 г. НКВД официално информира Сталин, че преселването е завършено. Скоро след този доклад НКВД открива, че една от неговите части са забравили да депортират хора от Арабатската коса. Вместо да подготвят допълнително преместване във влакове НКВД натоварва хиляди кримски татари на стар кораб отвежда го в средата на Азовско море и потапя кораба, издавяйки всички хора на 20 юли. Тези, които не се издавят са довършени с картечници.
Официално няма нито един кримски татари останал в Крим. Депортацията включва всеки човек от кримскотатарски произход, включително деца, жени, възрастни и дори тези, които са членове на комунистическата партия или червената армия. През март 1949 г. 8995 бивши войници от червената армия от кримскотатарски произход са регистрирани в специални населени места. Сред тези ветерани има 534 офицера, 1392 сержанта и 7079 войника. Има също така 742 члена на Комунистическата партия на Съветския съюз и 1225 члена на Комсомола. Според руски очевидец на депортацията някои мъже все още се бият на Източния фронт, когато депортацията ги очаква в края на войната. Тя е особено унизителна за героите от войната. Иляс Аблаев, например, се сражава на различни фронтове и служи в червената армия до май 1947 г., но е изпратен да живее в района на Ташкент.
По време на това масово изселване съветските власти конфискуват около 80 000 къщи, 500 000 глави добитък, 360 000 акра земи и 40 000 тона земеделска продукция, които са оставени от кримските татари. Освен това всички кримски татари са уволнени от червената армия. Освен 191 000 депортирани татари съветските власти изселват още 9620 арменци, 12 420 българи и 15 040 гърци от полуострова. Всички те колективно са обявени за предатели и стават втора категория жители за десетилетия в СССР. Сред депортираните са също 283 души от други етноси: италианци, румънци, караити, кюрди, чехи, унгарци и хървати. През 1947 и 1948 г. още 2012 ветерани се завръщат и са депортирани от Крим от местните полицейски власти.
151 136 кримски татари са депортирани в Узбекската ССР, 8597 в Марийска автономна съветска социалистическа република, 4286 в Казахска съветска социалистическа република, а останалите 29 846 са изпратени в различни отдалечени региони на Руската съветска федеративна социалистическа република. Когато кримските татари пристигат в крайната си точка на пътуването в Узбекската ССР са посрещнати враждебно от местните узбеки, които хвърлят камъни по тях, по техните деца, защото са чули, че кримските татари са „предатели“ и „фашистки сътрудници.“ Узбеките протестират и също защото не искат да бъдат „земя за разтоварване на предателски нации.“ В следващите години няколко нападения са извършени срещу кримски татари, някои от които с фатален край.
Масовите кримски депортации се организират от Лаврентий Берия, началник на тайната полиция, НКВД и неговите подчинени Богдан Кобулов, Иван Серов, Б. Обручников, М. Свинелупов, и А. Аполонов. Полевите операции са извършени от Г. Добринин, заместник-началник на системата ГУЛАГ, Г. Бежанов, полковник от държавна сигурност, И. Пияшев, генерал-майор, С. Клепов, комисар по държавна сигурност, И. Шередега, генерал-лейтенант, Б. Текяев, подполковник от държавна сигурност и двама местни лидери П. Фокин, началник на кримското НКГБ и В. Сергиенко, генерал-лейтенант. За да се проведе тази депортация НКВД осигурява 5000 въоръжени агенти, а НКГБ още 20 000 въоръжени мъже заедно с няколко хиляди редовни войници. Две от директивите на Сталин от май 1944 г. разкриват, че във всеки аспект от финансирането до превозването съветското правителство е включено в операцията.
На 14 юли 1944 г. ГКО одобрява емиграцията на 51 000 души, най-вече руснаци в 17 000 празни колхоза в Крим. На 30 юни 1945 г. Кримската АССР е разпусната и присъединена към Руската СФСР.
Съветската пропаганда се опитва да скрие преместването на населението, като твърди, че кримските татари „доброволно се преместват в Централна Азия“. По същността си Крим е „етнически прочистен.“ След тази депортация термина „кримски татарин“ е изключен от руско-съветския речник, а всички татарски топоними (имена на градове, села и планини) в Крим са промени на руски на всички карти. По време на управлението на Сталин на никой не е позволено да споменава, че този етнос дори съществува в СССР. Това отива толкова далеч, че на много хора е забранено да се обявяват за кримски татари по време на съветските преброявания на населението през 1959, 1970 и 1979 г. Те могат да се обявят само за татари. Едва с преброяването на населението през 1989 г. тази забрана е премахната.

## Последствия

### Смъртност и жертви
| Година                        | Брой на починалите |
| ----------------------------- | ------------------ |
| май 1944 – 1 януари 1945      | 13 592             |
| 1 януари 1945 – 1 януари 1946 | 13 183             |

Общото ниво на смъртност като последица от депортацията на кримските татари все още е въпрос на спор, отчасти защото НКВД пази само частични записки за смъртността сред преселените етноси, които живеят в изгнание. Като другите депортирани етноси кримските татари са поставени в режим в специални селища. Много от депортираните извършват принудителен труд: задачите им включват работа в мини за въглища и в строителните батальони под супервизията на НКВД. Дезертьорите се наказват със смърт. Депортираните са принудени да работят 11 до 12 часа на ден, без почивен ден. Въпреки тежкия физически труд кримските татари получават само между 200 g до 400 g хляб на ден. Местата за спане са недостатъчни и на някои им се налага да живеят в колиби, измазани с кал, „където няма врати или прозорци, нищо, дори тръстики“ на пода, за да се спи.
Единственият транспорт до тези отдалечени райони и трудови колони е също толкова неудобен. НКВД натоварва 50 души във всеки вагон, заедно с притежанията им. Имат само една дупка на пода на вагона, която използват като тоалетна. Една свидетелка твърди, че 133 души са били заключени в нейния вагон. Условията в претъпканите вагони се изострят от липсата на хигиена, водейки до случаи на тиф. Тъй като влаковете спират да отварят вратите на железопътните вагони в редки случаи по време на пътуването, болните неминуемо заразяват други във вагоните. Едва когато пристигнаха в местоназначението си в Узбекската ССР кримските татари бяха освободени от запечатаните железопътни вагони. Първите депортирани започват да пристигат в Узбекската ССР на 29 май 1944 г., а повечето пристигат на 8 юни 1944 г. Някои обаче са пренасочени към други дестинации в Централна Азия и се налага да продължат пътуването си. Някои свидетели твърдят, че пътуват в запечатани товарни вагони в продължение на 24 последователни дни. През цялото това време им е давана много малко храна или вода, въпреки че са затворени вътре. Няма свеж въздух, тъй като вратите и прозорците са запечатани. В Казакската ССР пазачите отключват вратите само, за да изхвърлят труповете край релсите. Поради това кримските татари наричат тези вагони „крематориуми на колела“ Досиетата показват, че поне 7889 кримски татари умират по време на това дълго пътешествие, което е около 4 % от целия им брой.
Високото ниво на смъртност продължава за няколко години поради недохранване, трудова експлоатация, болести, липса на медицински грижи и суровия пустинен климат в Узбекистан. Депортираните често са назначавани на най-тежките строителни обекти. Узбекските медицински заведения са изпълнени с кримски татари, които са податливи на местните азиатски болести, които не се откриват на Кримския полуостров, където водата беше чиста. Сред болестите са жълта треска, дистрофия, малария и чревни заболявания. Броят на умрелите е най-висок през първите 5 години. През 1949 г. съветските власти преброяват населението на специалните селища. Според техните записки има 44 887 починали през тези пет години, което прави 19,6% от цялата група. Други източници дават числото 44 125 починали през това време докато трети източници, използвайки алтернативни НКВД архиви дават числото 32 107. Тези доклади включват всички хора, които са преселени от Крим (включително арменци, българи и гърци), но кримските татари са мнозинството от тази група. Отнема 5 години докато броят на ражданията сред депортираните да надминава броя на починалите. Съветските архиви разкриват, че между май 1944 и януари 1945 13 592 кримски татари умират в изгнание, което прави около 7% от целия им брой. Почти половината от смъртните случаи (6096) са деца под 16 години, 4525 са възрастни жени, а 2562 са мъже. През 1945 г. умират още 13 183 души. Така, най-малко до края на декември 1945 г. 27 000 кримски татари умират в изгнание. Една кримска татарска жена, живееща близо до Ташкент си припомня събитията от 1944 г.:

Родителите ми ги преместиха от Крим до Узбекистан през май 1944 г. Родителите му имаха братя и сестри, но когато пристигнаха в Узбекистан само те бяха оцелели. Братята и сестрите на родителите ми умират по пътя поради лоши настинки и други болести.... Майка ми остана напълно сама и първата ѝ работа беше да реже дървета.

Оценките, направени от кримските татари, показват данни за смъртност, които са далеч по-високи и възлизат на 46% от населението им, живеещо в изгнание. През 1968 г. Леонид Брежнев застава начело на СССР, а кримскотатарските активисти са преследвани за използването на тези високи числа за смъртност под прикритието, че са „клевета в СССР.“ За да покаже, че кримските татари са преувеличавали, КГБ публикува данни, показващи, че „само“ 22% от тази етническа група са загинали. Ханибал Травис изчислява, че приблизително 40 000 – 80 000 кримски татари умират в изгнание. Я. Ото Пол цитира числата на Майкъл Ръвкин, които показват, че поне 42 000 кримски татари умират между 1944 и 1951 г., което означава около 20 % от общото население. Пол го описва като „един от най-лошите случаи на етнически мотивирани масови убийства през 20 век.“ Кримският държавен комитет изчислява, че 45 000 кримски татари умират между 1944 и 1948 г. Официалните доклади на НКВД изчисляват, че 27% от етноса умира.
Различни оценки на смъртността на кримските татари:
| 20%                 | 80%                |
| Починали в изгнание | Оцелели в изгнание |

| 27%                 | 73%                |
| Починали в изгнание | Оцелели в изгнание |

| 46%                 | 54%                |
| Починали в изгнание | Оцелели в изгнание |

### Реабилитация
Правителството на Сталин отказва на кримските татари правото на образование или публикации на техния роден език. Въпреки че са принудени да учат на руски или узбекски език те все пак запазват културната си идентичност непокътната. През 1956 г. новия съветски лидер Никита Хрушчов, държи реч, в която осъжда политиките на Сталин, включително тази за масовата депортация на различни етноси. Въпреки че на много хора е позволено да се завърнат в домовете си, три групи са оставени в изгнанието: съветските германци, месхетинските турци и кримските татари. През 1954 г. Хрушчов позволява Крим да бъде включен в рамките на Украинската съветска социалистическа република, тъй като е свързан с Украйна по земя, а не с Руската съветска федеративна република. На 28 април 1956 г. е издадена директивата „Премахване на ограниченията в специалните места за заселване от кримските татари...преместени по време на Великата отечествена война“. В нея се заповядва премахване на регистрацията на депортираните, тяхното освобождаване от административен надзор. Въпреки това са запазени редица други ограничения, като на кримските татари не е позволено да се завърнат в Крим. Нещо повече, същата година Украинския съвет на министрите забранява на изселените татари, гърци, германци, арменци и българи да се заселват на територията на областите Херсон, Запорожие, Николаев и Одеса, всички ограждащи Крим. Татарите не получават никаква компенсация за изгубената си собственост.
През 50-те години кримските татари започват активно да настояват за правото си на завръщане. През 1957 г. те събират 6000 подписа в петиция, изпратена до Върховния съвет, която изисква политическата им реабилитация и завръщане в Крим. През 1961 г. 25 000 подписа са събрани за петиция, която е изпратена в Кремъл.
Мустафа Джемилев, който е бил само на 6 месеца, когато семейството му е депортирано от Крим, израства в Узбекистан и става активист за правото на кримските татари да се завърнат. През 1966 г. е арестуван за първи път и прекарва общо 17 години в затвора по време на Съветския съюз. Това му изкарва прякора „Кримскотатарския Мандела.“ През 1984 г. е осъден за шести път за „антисъветска дейност“, но му е дадена морална подкрепа от съветския дисидент Андрей Сахаров, който гледа четвъртия процес на Джемилев през 1976 г. Когато старите дисиденти са арестувани, ново, по-младо поколение се появява да ги замести.
На 21 юли 1967 г. представителите на кримските татари, водени от дисидентката Айше Сейтмуартова получават позволение да се срещнат с високопоставени съветски политици в Москва, между които и Юрий Андропов. По време на срещата кримските татари изискват поправяне на всички несправедливости, които СССР им е причинил. През септември 1967 г. Върховния съвет издава указ, който дава амнистия на кримските татари във връзка с обвиненията за масово предателство по време на Втората световна война и им дава повече права в СССР. Въпреки това те не получават това, което искат най-много: правото да се завърнат в Крим. Внимателно формулираното постановление посочва това „Гражданите от татарски произход, който преди са живели в Крим […] са пуснали корени в Узбекската ССР.“ Отделните хора се обединяват и формират групи, които самостоятелно се завръщат в Крим през 1968 г., без позволение от държавата, след което съветските власти депортират отново 6000 от тях. Най-видния пример за такава съпротива е кримскотатарския активист Муса Махмут, който е депортиран, когато е бил на 12 години и който иска да се завърне в Крим, защото иска да види дома си отново. Когато полицията го информира, че ще бъде изгонен, той излива бензин над тялото си и се подпалва. Въпреки това 577 семейства успяват да получат позволение да останат в Крим.
През 1968 г. избухва гражданско неподчинение сред кримските татари в узбекския град Чирчик. През октомври 1973 г. еврейския поет и професор Иля Габай се самоубива, скачайки от сграда в Москва. Той е един от известните еврейски дисиденти в СССР, който се бори за правата на потиснатите, особено на кримските татари. Габай е арестуван и изпратен в трудов лагер, но продължава да настоява за каузата си, защото е убеден, че отношението към кримските татари в СССР представлява геноцид. That same year, Dzhemilev was also arrested.
Въпреки процеса на десталинизация до началото на Перестройката и идването на власт на Михаил Горбачов в края на 80-те години няма голяма промяна. През 1987 г. кримскотатарски активисти организират протест в центъра на Москва близо до Кремъл. Това кара Горбачов да сформира комисия, която да разгледа този въпрос. Първото заключение на комисията, водено от хардлайнера Андрей Громико е, че „няма основание да се поднови автономията и да се гарантира на кримските татари правото да се завърнат“, но Горбачов сформира втора комисия, която препоръчва да се даде повторна автономия за кримските татари. На 14 ноември 1989 г. забраната за завръщане на депортираните етноси най-накрая официално е анулирана, а Върховния съвет на Крим издава декларация, в която се казва, че предишните депортации на хора са престъпен акт. Това проправя пътя за завръщане на 260 000 кримски татари по родните им места. Същата година Джемилев се завръща в Крим, а до 1 януари 1992 г. поне 166 000 татари са се завърнали. Руският закон от 1991 г. За реабилитацията на репресираните народи е насочен към реабилитацията на всички репресирани етноси в СССР. Според него се предприемат мерки, които включват „изоставяне на всички закони на РСФСР, свързани с нелегални насилствени депортации“ и призовава за „възстановяване и завръщане на културните и духовни ценности и архиви, които представляват наследството на потиснатите народи“
Към 2004 г. кримските татари съставляват 12% от населението на Крим. Въпреки това завръщането им не е прост процес – през 1989 г., когато започва масовото им завръщане различни руски националисти започват протести в Крим под лозунга: „Татарски предатели – Изчезвайте от Крим!“ През 1990 г. близо до Ялта се случват няколко сблъсъка между местни и кримски татари, което води до намесата на армията, за да се успокои ситуацията. Местните съветски власти не са склонни да помагат на кримските татари да открият работа или място за настаняване. Завърналите се откриват 517 изоставени кримскотатарски селища, но бюрокрацията попречва на усилията им да ги възстановят. През 1991 г. поне 117 кримскотатарски семейства живеят в палатки на две ливади, близо до Симферопол, чакащи властите да им гарантират постоянно заселване. След разпадането на СССР, Крим остава част от Украйна, но Киев дава само ограничена подкрепа на татарските заселници. На някои от 150 000 завърнали се им е дадено гражданство автоматично според закона за гражданството от 1991 г., но 100 000 от завърналите се след обявяването на независимостта на страната се изправят пред редица препятствия, включително скъпо струващ бюрократичен процес. Тъй като изгнанието трае почти 50 години някои кримски татари решават да останат в Узбекистан, което води до разделянето на семейства, които решават да се завърнат в Крим. Към 2000 г. има 46 603 записани молби от завърнали се, които искат парче земя. Мнозинството от тези молби са отхвърлени. Около големите градове като Севастопол, на кримските татари им е дадена средно около 0.04 акра земя, която е лошо качество и неподходяща за земеделски култури.

## Модерни възгледи и наследство
Украинско-канадския историк Питър Потичний заключава, че неудовлетворението на кримските татари за живота им в изгнание отразява по-широката картина на неруските етнически групи в СССР, които започват публично да изразяват гнева си срещу несправедливостите извършени от великоруските идеолози. През 1985 г. есе от украинския журналист Васил Сокил, озаглавено Да не се забрави нищо, да не се забрани никой е публикувано в руския емигрантски журнал Континент. По саркастичен начин осветява селективно забравените съветски граждани и етноси, които страдат по време на Втората световна война, но чиито преживявания развалят официалната светска история за героичната победа: „Мнозина са издържали всички изтезания на Хитлеровите концентрационни лагери само, за да бъдат изпратени в сибирския Гулаг. […] От какво, в действителност се нуждае човек? Не много. Просто да бъде признат като човешко същество. Не като животно.“ Сокил взема кримските татари като пример за етноси, на които им е отказано признание.
Между 1989 и 1994 г. около четвърт милион кримски татари мигрират от Централна Азия в Крим, на което се гледа като символична победа по отношение на усилията им да се завърнат в родната си земя. Те се завръщат след 45 години изгнание.
Нито една от 10-те депортирани етнически групи по времето на управлението на Сталин не получава компенсации. Някои кримскотатарски групи и активисти настояват международната общност да окаже натиск на Руската федерация, наследника на СССР, за да финансира реабилитацията на този етнос и да осигури финансова компенсация за насилственото преместване.
Изследователят Уолтър Коралц твърди, че депортирането и ликвидирането на татари като етнос е просто финалния акт на продължил векове процес на руска колонизация на Крим, която започва през 1783 г. Грегъри Дуфо приема съветските обвинения срещу кримските татари като удобно извинение за тяхното насилствено преместване, чрез което от една страна Москва си осигурява необезпокояван достъп до геостратегическото южно Черно море, а от друга страна в същото време елиминира възможно бунтуващи се народи. Професор Браян Глин Уилям твърди, че депортацията на месхитските турци, които не са били близо до фронта и никога не са били обвинявани в никакво престъпление придава голяма достоверност на факта, че депортацията на кримците и кавказците е поради съветската политика, отколкото поради някакви реални „универсални масови убийства“.
През март 2014 г. разгръщането на анексирането на Крим от Русия, което е обявено за незаконно от Общото на ООН (Резолюция 68/262 на Общото събрание на ООН) и което води до по-нататъшно влошаване на правата на кримските татари. Въпреки че Руската федерация издава указ № 268 „За мерките за реабилитация на арменци, българи, гърци, кримски татари и германци и за държавната подкрепа за тяхното възраждане и развитие.“ от 21 април 2014, на практика кримските татари са третирани с далеч по-малка загриженост. Офисът на Върховния комисар на ООН за човешките права изпраща предупреждение през 2016 г. до Кремъл, защото „сплашва, тормози и хвърля в затвора представители на кримските татари, често със съмнителни обвинения“, докато Меджлиса, тяхната представителна институция е забранена.
ООН съобщава, че над 10 000 души са напускали Крим след анексацията през 2014 г., най-вече кримски татари, което води до по-нататъшно намаляване на тяхната крехка общност. Кримските татари назовават няколко причини за тяхното заминаване, сред които са несигурност, страх и сплашване от новите руски власти. В доклада си от 2015 г. Офиса на Върховния комисар на ООН за човешките права предупреждава за различни нарушения на човешките права, които са регистрирани в Крим, включително възпиране на кримските татари да отбележат 71-вата годишнина от депортацията си. На Джемилев, който е в Турция по време на анексацията руските власти му забраняват да посещава в Крим за 5 години, като така маркират втория път, в който е изгонен от своята родна земя.
Съвременните интерпретации на изследователите и историците понякога класифицират тази масова депортация на цивилни като престъпление срещу човечеството, етническо прочистване, депопулация, акт на сталински репресии или „етноцид“, което означава умишлено унищожаване на идентичността и културата на нация. Кримските татари наричат това събитие Sürgünlik („изгнание“).
Някои активисти, политици и историци дори отиват по-далеч и приемат депортацията като геноцид. Съветският дисидент Иля Габай и Пьотър Григоренко класифицират това събитие като геноцид. На 12 декември 2015 г. украинския парламент издава резолюция, която признава това събитие като геноцид и определя 18 май като „Ден за запомняне на жертвите на кримскотатарския геноцид.“ Някои учени не се съгласяват с тази класификация на депортацията като геноцид. Професор Александър Статиев смята, че сталиновата администрация няма съзнателно намерение за извършване на геноцид, а именно да избие различните депортирани народи, но съветската „политическа култура, лошото планиране, припряност и недоимъка от военните години са отговорни за геноцидното ниво на смъртност сред тях.“ Той по-скоро счита тези депортации за асимилация на „нежелани народи“ Според професор Амир Вайнер „...Тяхната териториална идентичност, а не тяхното физическо съществуване или тяхната етническа идентичност режима се опитва да изтрие.“ Според професор Франсине Хирш „макар съветския режим да практикува политика на дискриминация и изключване, той не практикува това, което съвременните наричат расова политика.“ За нея тези масови депортации се основават на идеята за нациите, които са „социоисторически групи със споделено съзнание, а не расово-биологически групи“.

### В популярната култура
През 2008 г. Лили Хайд, британска журналистка, живееща в Украйна, публикува роман озаглавен Dreamland, чиято история се върти около кримскотатарско семейство, което се завръща в родината си през 90-те години. Историята е разказана от перспективата на 12 годишно момиче, което се движи между разрушените села с родителите си, брат си и дядо си от Узбекистан. Дядо ѝ ѝ разказва истории за герои и жертви сред кримските татари.
През 2013 г. украинския филм на кримскотатарски език Haytarma изобразява кримскотатарския тестов пилот и Герой на СССР Амет-хан Султан на фона на депортациите от 1944 г.
През 2015 г. Кристина Пасчун издава документалния филм A Struggle for Home: The Crimean Tatars, който е съвместна украинско-катарска продукция. Той изобразява историята на кримските татари от 1783 до 2014 г. със специално ударение на масовите депортации от 1944 г.
По време на певческия конкурс Евровизия през 2016 г., украинската кримска татарка Джамала изпълнява песента 1944, която се отнася до депортацията на кримските татари през същата година. Самата Джамала родена в изгнание в Киргизстан, посвещава песента на депортираните си прадядо и прабаба. Тя става първата кримска татарка, която пее песен на певческия конкурс Евровизия, където печели представяйки Украйна.

### Книги
- Allworth, Edward. The Tatars of Crimea: Return to the Homeland: Studies and Documents.   Durham, Duke University Press, 1998. ISBN 9780822319948. OCLC 610947243.
- Bazhan, Oleg. The Rehabilitation of Stalin's Victims in Ukraine, 1953 – 1964: A Socio-Legal Perspective //  De-Stalinising Eastern Europe: The Rehabilitation of Stalin's Victims after 1953.   Basingstoke, Palgrave Macmillan, 2015. ISBN 9781137368928. OCLC 913832228.
- Buckley, Cynthia J., Ruble, Blair A., Hofmann, Erin Trouth. Migration, Homeland, and Belonging in Eurasia.   Washington, D.C., Woodrow Wilson Center Press, 2008. ISBN 9780801890758. OCLC 474260740.
- Bugay, Nikolay. The Deportation of Peoples in the Soviet Union.   New York City, Nova Publishers, 1996. ISBN 9781560723714. OCLC 36402865.
- Dadabaev, Timur. Identity and Memory in Post-Soviet Central Asia: Uzbekistan's Soviet Past.   Milton Park, Routledge, 2015. ISBN 9781317567356.
- Drohobycky, Maria. Crimea: Dynamics, Challenges and Prospects.   Lanham, Rowman & Littlefield, 1995. ISBN 9780847680672. OCLC 924871281.
- Fisher, Alan W. Crimean Tatars.   Stanford, California, Hoover Press, 2014. ISBN 9780817966638. OCLC 946788279.
- Garrard, John, Healicon, Alison. World War 2 and the Soviet People: Selected Papers from the Fourth World Congress for Soviet and East European Studies.   New York City, Springer Publishing, 1993. ISBN 9781349227969. OCLC 30408834.
- Kamenetsky, Ihor. Nationalism and Human Rights: Processes of Modernization in the USSR.   Littleton, Colorado, Association for the Study of the Nationalities (USSR and East Europe) Incorporated, 1977. ISBN 9780872871434.
- Knight, Amy. Beria: Stalin's First Lieutenant.   Princeton, N.J., Princeton University Press, 1995. ISBN 9780691010939.
- Kucherenko, Olga. Soviet Street Children and the Second World War: Welfare and Social Control under Stalin.   London, Bloomsbury Publishing, 2016. ISBN 9781474213448.
- Lee, Jongsoo James. The Partition of Korea After World War II: A Global History.   New York City, Springer, 2006. ISBN 9781403983015.
- Levene, Mark. The crisis of genocide: Annihilation: Volume II: The European Rimlands 1939 – 1953.   New York City, OUP Oxford, 2013. ISBN 9780191505553.
- Magocsi, Paul R. A History of Ukraine: The Land and Its Peoples.   Toronto, University of Toronto Press, 2010. ISBN 9781442610217. OCLC 899979979.
- Merridale, Catherine. Ivan's War: Life and Death in the Red Army, 1939 – 1945.   New York City, Henry Holt and Company, 2007. ISBN 9780571265909.
- Moss, Walter G. An Age of Progress?: Clashing Twentieth-Century Global Forces.   London, Anthem Press, 2008. ISBN 9780857286222. OCLC 889947280.
- Olson, James Stuart, Pappas, Lee Brigance, Pappas, Nicholas Charles. An Ethnohistorical Dictionary of the Russian and Soviet Empires.   Westport, Conn., Greenwood Publishing Group, 1994. ISBN 9780313274978. OCLC 27431039.
- Parrish, Michael. The Lesser Terror: Soviet State Security, 1939 – 1953.   Westport, Conn., Greenwood Publishing Group, 1996. ISBN 9780275951139. OCLC 473448547.
- Pohl, J. Otto. Ethnic Cleansing in the Ussr, 1937 – 1949.   Westport, Greenwood Publishing Group, 1999. ISBN 9780313309212. OCLC 185706053.
- Polian, Pavel. Against Their Will: The History and Geography of Forced Migrations in the USSR.   Budapest; New York City, Central European University Press, 2004. ISBN 9789639241688.
- Reid, Anna. Borderland: A Journey Through the History of Ukraine.   New York City, Hachette, UK, 2015. ISBN 9781780229287.
- Requejo, Ferran, Nagel, Klaus-Jürgen. Federalism Beyond Federations: Asymmetry and Processes of Resymmetrisation in Europe. repeated.   Surrey, England, Routledge, 2016. ISBN 9781317136125. OCLC 751970998.
- Sandole, Dennis J.D., Byrne, Sean, Sandole-Staroste, Ingrid. Handbook of Conflict Analysis and Resolution.   London, Routledge, 2008. ISBN 9781134079636. OCLC 907001072.
- Skutsch, Carl. Encyclopedia of the World's Minorities.   New York, Routledge, 2013. ISBN 9781135193881. OCLC 863823479.
- Smele, Jonathan D. Historical Dictionary of the Russian Civil Wars, 1916 – 1926.   Lanham, Rowman & Littlefield, 2015. ISBN 9781442252813. OCLC 985529980.
- Spring, Peter. Great Walls and Linear Barriers.   Barnsley, South Yorkshire, Pen and Sword Books, 2015. ISBN 9781473853843.
- Studies on the Soviet Union. Studies on the Soviet Union.   Munich, Institute for the Study of the USSR, 1970. OCLC 725829715.
- Stronski, Paul. Tashkent: Forging a Soviet City, 1930 – 1966.   Pittsburgh, University of Pittsburgh Press, 2010. ISBN 9780822973898.
- Syed, Muzaffar Husain, Akhtar, Saud, Usmani, B.D. A Concise History of Islam.   New Delhi, Vij Books India, 2011. ISBN 9789382573470. OCLC 868069299.
- Tanner, Arno. The Forgotten Minorities of Eastern Europe: The History and Today of Selected Ethnic Groups in Five Countries.   Helsinki, East-West Books, 2004. ISBN 9789529168088. OCLC 695557139.
- Tatz, Colin, Higgins, Winton. The Magnitude of Genocide.   Santa Barbara, CA, ABC-CLIO, 2016. ISBN 9781440831614. OCLC 930059149.
- Travis, Hannibal. Genocide in the Middle East: The Ottoman Empire, Iraq, and Sudan.   Durham, N.C., Carolina Academic Press, 2010. ISBN 9781594604362. OCLC 897959409.
- Tweddell, Colin E., Kimball, Linda Amy. Introduction to the Peoples and Cultures of Asia.   Englewood Cliffs, N.J., Prentice-Hall, 1985. ISBN 9780134915722. OCLC 609339940.
- Vardy, Steven Béla, Tooley, T. Hunt, Vardy, Agnes Huszar. Ethnic Cleansing in Twentieth-century Europe.   New York City, Social Science Monographs, 2003. ISBN 9780880339957. OCLC 53041747.
- Viola, Lynne. The Unknown Gulag: The Lost World of Stalin's Special Settlements.   Oxford, Oxford University Press, 2007. ISBN 9780195187694. OCLC 456302666.
- Weiner, Amir. Landscaping the Human Garden: Twentieth-century Population Management in a Comparative Framework.   Stanford, California, Stanford University Press, 2003. ISBN 9780804746304. OCLC 50203946.
- Wezel, Katja. Geschichte als Politikum: Lettland und die Aufarbeitung nach der Diktatur.   Berlin, BWV Verlag, 2016. ISBN 9783830534259. OCLC 951013191.
- Williams, Brian Glyn. The Crimean Tatars: The Diaspora Experience and the Forging of a Nation.   Boston, BRILL, 2001. ISBN 9789004121225. OCLC 46835306.
- Williams, Brian Glyn. The Crimean Tatars: From Soviet Genocide to Putin's Conquest.   London, New York, Oxford University Press, 2015. ISBN 9780190494728. OCLC 910504522.

### Онлайн новини
- Banerji, Robin. Crimea's Tatars: A fragile revival //   BBC News, 23 октомври 2012. Посетен на 4 август 2017.
- Colborne, Michael. For Crimean Tatars, it is about much more than 1944 //   Al Jazeera, 19 май 2016. Посетен на 4 август 2017.
- Grytsenko, Oksana. 'Haytarma', the first Crimean Tatar movie, is a must-see for history enthusiasts //   Kyiv Post, 8 юли 2013. Посетен на 22 октомври 2013.
- John, Tara. The Dark History Behind Eurovision's Ukraine Entry //   Time, 13 май 2016. Посетен на 4 август 2017.
- Kamm, Henry. Chatal Khaya Journal; Crimean Tatars, Exiled by Stalin, Return Home //   New York Times, 8 февруари 1992.
- Lillis, Joanna. Uzbekistan: Long Road to Exile for the Crimean Tatars //   EurasiaNet, 2014. Посетен на 4 август 2017.
- Nechepurenko, Ivan. Tatar Legislature Is Banned in Crimea //   New York Times, 26 април 2016. Посетен на 4 август 2017.
- O'Neil, Lorena. Telling Crimea's Story Through Children's Books //   npr.org, 1 август 2014. Посетен на 4 август 2017.
- Pohl, J. Otto. The Deportation and Fate of the Crimean Tatars (PDF) //   self-published, 2000. Посетен на 4 август 2017.
- Shabad, Theodore. Crimean Tatar Sentenced to 6th Term of Detention //   New York Times, 11 март 1984. Посетен на 4 август 2017.
- Crimean Tatars recall mass exile //   BBC News, 18 май 2004. Посетен на 4 август 2017.
- A Struggle for Home: The Crimean Tatars //   International Documentary Film Festival Amsterdam, 2016.  Архивиран от оригинала на 2017-08-04. Посетен на 4 август 2017.
- Ukraine's Parliament Recognizes 1944 'Genocide' Of Crimean Tatars //   Radio Free Europe, 21 януари 2016. Посетен на 4 август 2017.
- Crimea Tatars say leader banned by Russia from returning //   Reuters, 22 април 2014. Посетен на 4 август 2017.
- The Ukrainian Quarterly, Volumes 60 – 61 //   Ukrainian Congress Committee of America, 2004. Посетен на 4 август 2017.
- Some 10 000 people in Ukraine now affected by displacement, UN agency says //   UN News Centre, 20 май 2014. Посетен на 4 август 2017.

### Статии от научни списания
- Dufaud, Grégory. La déportation des Tatars de Crimée et leur vie en exil (1944 – 1956): Un ethnocide? //  Vingtième Siècle. Revue d'histoire 96 (1).   2007.
- Finnin, Rory. Forgetting Nothing, Forgetting No One: Boris Chichibabin, Viktor Nekipelov, and the Deportation of the Crimean Tatars //  The Modern Language Review 106 (4).   2011. DOI:10.5699/modelangrevi.106.4.1091. с. 1091.
- Fisher, Alan W. Emigration of Muslims from the Russian Empire in the Years After the Crimean War //  Jahrbücher für Geschichte Osteuropas 35 (3).   1987.
- Hirsch, Francine. Race without the Practice of Racial Politics //  Slavic Review 61 (1).   2002. DOI:10.2307/2696979. с. 30.
- Potichnyj, Peter J. The Struggle of the Crimean Tatars //  Canadian Slavonic Papers 17 (2 – 3).   1975. DOI:10.1080/00085006.1975.11091411. с. 302.
- Rosefielde, Steven. Documented homicides and excess deaths: New insights into the scale of killing in the USSR during the 1930s //  Communist and Post-Communist Studies 30 (3).   1997. DOI:10.1016/S0967-067X(97)00011-1. с. 321 – 31.
- Statiev, Alexandar. Soviet ethnic deportations: intent versus outcome //  Journal of Genocide Research 11 (2 – 3).   2010. DOI:10.1080/14623520903118961. с. 243.
- Uehling, Greta. Sitting on Suitcases: Ambivalence and Ambiguity in the Migration Intentions of Crimean Tatar Women //  Journal of Refugee Studies 15 (4).   2002. DOI:10.1093/jrs/15.4.388. с. 388.
- Vardys, V. Stanley. The Case of the Crimean Tartars //  The Russian Review 30 (2).   1971. DOI:10.2307/127890. с. 101.
- Weiner, Amir. Nothing but Certainty //  Slavic Review 61 (1).   2002. DOI:10.2307/2696980. с. 44.
- Williams, Brian Glyn. Hidden ethnocide in the Soviet Muslim borderlands: The ethnic cleansing of the Crimean Tatars //  Journal of Genocide Research 4 (3).   2002. DOI:10.1080/14623520220151952. с. 357.
- Williams, Brian Glyn. The Hidden Ethnic Cleansing of Muslims in the Soviet Union: The Exile and Repatriation of the Crimean Tatars //  Journal of Contemporary History 37 (3).   2002. DOI:10.1177/00220094020370030101. с. 323.
- Zeghidour, Sliman. Le désert des Tatars //  Association Médium 40 (3).   2014. DOI:10.3917/mediu.040.0083. с. 83.